# Nosopon lucidum
Nosopon lucidum är en insektsart som först beskrevs av Rudow 1869.  Nosopon lucidum ingår i släktet Nosopon och familjen spolätare. Arten är reproducerande i Sverige. Inga underarter finns listade i Catalogue of Life.